# André Villers
Pour les articles homonymes, voir André Villers (homonymie).
André Villers est un photographe et artiste plasticien français, né le 10 octobre 1930 à Beaucourt, près de Belfort et mort le 1er avril 2016 au Luc-en-Provence (Var)

## Biographie
En 1947, à la suite d'une tuberculose osseuse, André Villers est hospitalisé au sanatorium de Vallauris où il séjourne pendant huit ans.
Au cours de cette période, Pierre Astoux, instituteur au sanatorium, l'initie à la photographie ; André Villers commence à faire en 1952 ses premières expérimentations ainsi que des clichés de Vallauris et ses habitants.
En mars 1953, il rencontre ainsi Pablo Picasso qui le prend en sympathie et lui offre son premier appareil photo Rolleiflex. Il réalisera de très nombreux portraits du peintre, et leur relation évoluera même sur la réalisation d'une œuvre en commun à quatre mains de centaines d'images fondées sur l'expérimentation photographique dont 30 images seront retenues pour être publiées sous le titre Diurnes (Paris, Berggruen, 1962) accompagnées d'un texte original de Jacques Prévert.
André Villers réalise à partir de cette époque de nombreux portraits d'artistes et d'écrivains : Fernand Léger, Alexander Calder, Jacques Prévert, Alberto Magnelli, Oliver Mark, Jean Arp, Le Corbusier, Salvador Dalí, Joan Miró, Marc Chagall, Max Ernst, Jean Cocteau, Bram Van Velde, César Baldaccini, Hans Hartung, Pierre Soulages, Claude Viseux, Antoni Clavé, Antoni Tàpies, Francis Ponge, Luis Buñuel, Federico Fellini, Léo Ferré, Michel Butor, Ben, Henri Dutilleux, Zao Wou Ki, Franz Schnei, etc.
En 1970, il commence à expérimenter une nouvelle façon de faire de la photographie en créant lui-même ses négatifs à partir de morceaux de papiers calques. La série sera exposée et un livre sortira accompagné d'un texte de Michel Butor, Pliages d'Ombres. Depuis, dans son œuvre photographique personnelle fondée sur la recherche de l'ombre et de la transparence, il a cherché à exploiter de multiples possibilités d'émulsions (solarisations, jets de révélateur...).
Parallèlement à son travail de portraitiste, au milieu des années 1950, il commence à réaliser une série de découpages intitulés Ex-Photos qui sera exposée en 1970 Galerie Loeb à Paris. Il continuera son œuvre plastique par des séries de pastels, puis, dans les années 1980, par une série importante de cartons peints "Les Photographes", exposés à Paris, Tokyo et New York par la Galerie Yoshii. Son ami David Douglas Duncan leur consacrera un livre intitulé Un Jardin Secret.
Depuis les années 2000, il réalise une série de papiers découpés.
Dans les années 1980, Karel Appel réalise une importante série de peintures sur les photos de Villers. Plus tard, Robert Combas collaborera aussi avec lui.
En 1984 il publie son texte Photobiographie relatant sa vie, sa démarche artistique et sa relation avec Picasso dans un numéro hors-série de Les Cahiers du Sud qui lui est consacré.
D'importantes collections de son œuvre photographique se trouvent au Musée Nicéphore-Niépce de Chalon-sur-Saône ainsi qu'au Musée de la photographie à Charleroi en Belgique.
Il a eu et a encore de nombreuses expositions en France et à l’étranger
La ville de Mougins dans les Alpes-Maritimes honore ce photographe par la création en 1986 du Musée de la photographie qui porte son nom.
Depuis le 14 juillet 2006, André Villers est chevalier des Arts et des Lettres.

## Distinctions
- Chevalier de l'ordre des Arts et des Lettres

## Publications
Liste non exhaustive
- 1959 : Portraits de Picasso, texte de Jacques Prévert (Milan, éditions André Bloc et Muggiani)
- 1962 : Diurnes en collaboration avec Pablo Picasso, texte de Jacques Prévert
- 1977 : Pliages d'Ombres avec un texte de Michel Butor
- 1984 : Cahiers du Sud Numéro Hors-Série dédie à André Villers
- 1984 : Croisements en collaboration avec Michel Butor (Nantes, Correspondances)
- 1987 : Picasso à Vallauris  (Nice, Z’Éditions)
- 1989 : Léo Ferré (Nice, Z'Éditions)
- 1990 : Das Fotogramm in der Kunst des 20 Jahrhunderts Floris M. Neussus (Dumont Buchverlag)
- 1992 : L'œil Multiple Patrick Roegiers (Éditions La Manufacture)
- 1992 : Un Jardin Secret David Douglas Duncan (Editions DDD)
- 1995 : Picasso et la photographie Anne Baldassari (Réunion des Musées Nationaux)
- 1997 : Le Miroir Noir Anne Baldassari (Réunion des Musées Nationaux)
- 2000 : André Villers, Rétrospective Patrick Roegiers (Théâtre de la Photographie et de l'image, Nice)
- 2001 : André Villers, Lumière des Ombres Frédéric Ballester (La Malmaison, Ville de Cannes)
- 2004 : Picasso e Altri ritratti Galerie Ta Matete (Rome)
- 2005 : Le Regard Continu Patrick Roegiers (La Pierre d'Alun)
- 2006 : Guiding Light Galerie Michael Hoppen (Londres)
- 2008 : Album Villers Debora Ferrari et Luca Traini (Fabbrica Arte, Aoste)
- 2011 : Villers et les Sapone, Photographies d'une amitié (Éditions Galerie Sapone, Nice)
- 2012 : Picasso, les chemins du Sud Editions Skira Flammarion/Musée National Picasso Paris
- 2014 : Picasso and the Camera John Richardson (Gagosian Gallery, New York)
- 2016 : Villers/Picasso (Gagosian Gallery, Geneva)

## Expositions
- 9 novembre - 10 décembre 1979 : André Villers, Musée Nicéphore-Niépce, Chalon-sur-Saône.
- 19 avril - 30 mai 1986 : Photobiographie : André Villers, Musée Frédéric-Japy, Beaucourt

puis : 4 octobre - 16 novembre 1986 : Musée d'art et d'histoire, Belfort ; 4 octobre - 16 novembre, Musée des beaux-arts et d'archéologie, Dole.
- 5 octobre 1987 - 4 janvier 1988 : Villers parcourt Guitet, Musée des beaux-arts, Rennes.
- 12 janvier - 4 février 1990 : André Villers. Portraits d'artistes', Galerie municipale Jean-Collet, Vitry-sur-Seine.
- 25 octobre - 22 novembre 1990 : Picasso dans l'oeil de Villers, Galerie Thierry Salvador, Paris.
- 13 février - 18 mai 1992 : Picasso vu par Villers, Musée des beaux-arts, Rennes.
- octobre 2012 - janvier 2013 : André Villers, 60 ans de photographie, Centre d'art La Malmaison, Cannes.

### Filmographie partielle
- 1982 : Le Photographe s'appelle André Villers de Alain Bedos, 52 minutes
- 1987 : La Conférence des photographes de Jean-Michel Vecchiet, 26 minutes
- 1992 : Autard de Jean-Michel Vecchiet, 26 minutes
- 1996 : Picasso-Villers, Diurnes  de Jean-Michel Vecchiet, 26 minutes
- 1998 : Les 1001 Visages d'André Villers de Jean-Michel Vecchiet, 52 minutes
- 2010 : Portrait d'André Villers par Robert Matthey, 26 minutes
- 2015 : André Villers, Instantanés de Thomas Goupille, 34 minutes
- 2016 : André Villers, Une Vie en images de Marketa Tomanova, 62 minutes

### Podcasts
- Radio Prague Anna Fárová parle d'André Villers
- Film André Villers | Instantanés
- Radio Prague Marketa Tomanova parle de son film sur André Villers